# Gränsticka
Gränsticka (Phellopilus nigrolimitatus) är en svampart som först beskrevs av Lars Gunnar Torgny Romell, och fick sitt nu gällande namn av Niemelä, T. Wagner & M. Fisch. 2001. Phellopilus nigrolimitatus ingår i släktet Phellopilus och familjen Hymenochaetaceae.   Inga underarter finns listade i Catalogue of Life.
I den svenska databasen Dyntaxa används istället namnet Phellinus nigrolimitatus för samma taxon.  Arten är reproducerande i Sverige.